# Parque nacional Nowendoc

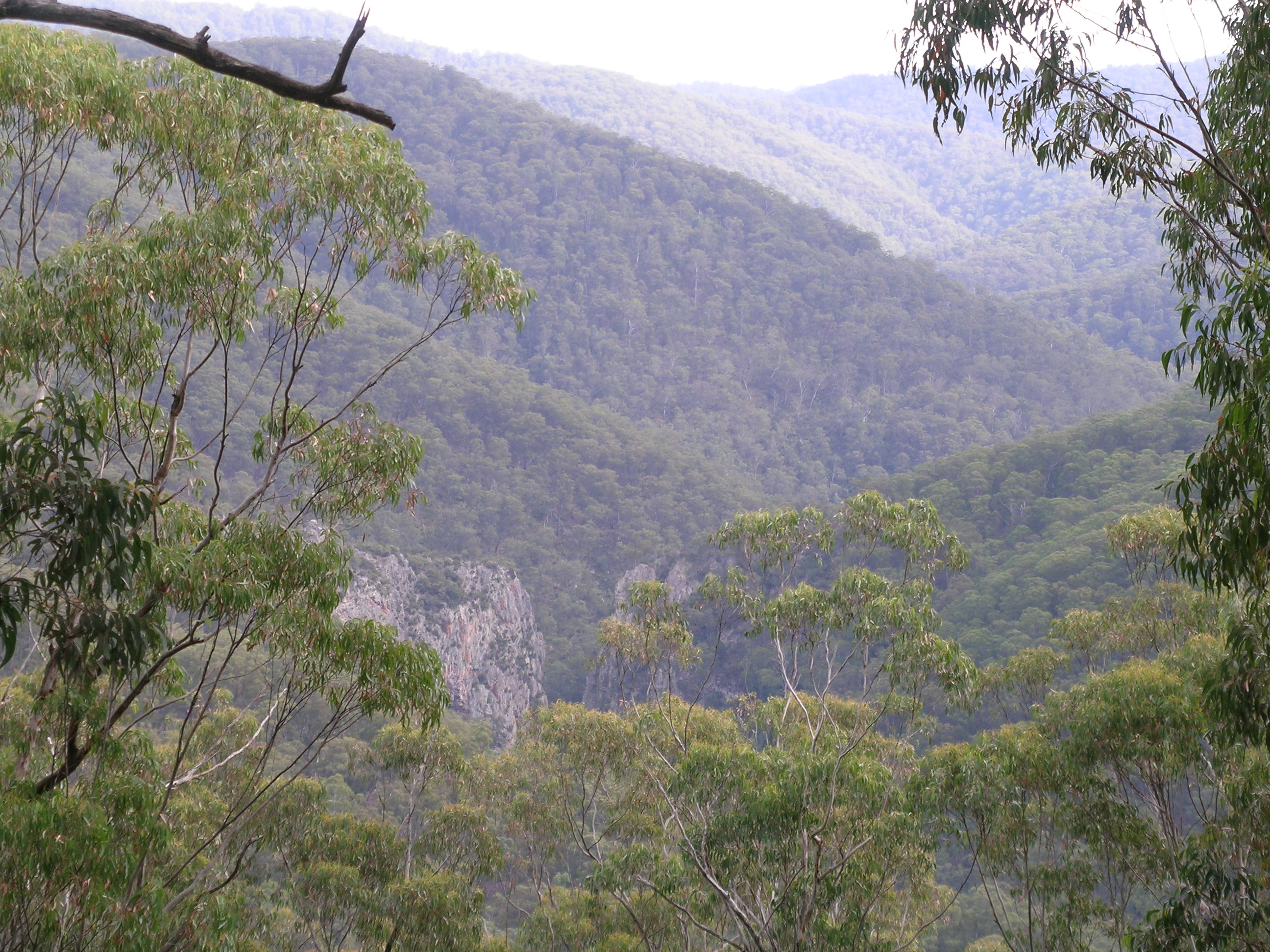
Cañón de Callaghan. Parque nacional Nowendoc (Australia)

El Parque Nacional Nowendoc es un parque nacional en Nueva Gales del Sur (Australia), ubicado a 264 km al norte de Sídney.

## Ficha
- Área: 88 km²
- Coordenadas: 31°31′58″S 151°35′52″E / -31.53278, 151.59778
- Fecha de Creación: 1 de enero de 1999
- Administración: Servicio Para la Vida Salvaje y los Parques Nacionales de Nueva Gales del Sur
- Categoría IUCN: II